# نظام ميتشيبيكي
نظام ميتشيبيكي ، 'Michibiki' (みちびき?, "guidance")

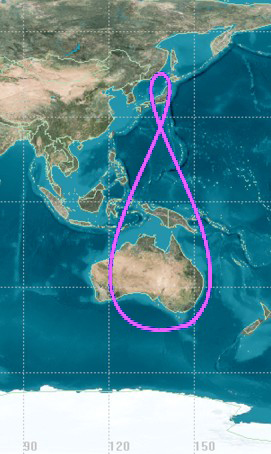
مدار القمر الصناعي شبه سمت رأسي.

رسوم متحركة لـ ميتشيبيكي، مخطط لمدار التندرا مرئي بوضوح.

 وتعني «الإرشاد» باليابانية، ومعروف أيضًا باسم نظام الأقمار الصناعية شبه السمتية Quasi-Zenith Satellite System (QZSS) (準天頂衛星システム juntenchō eisei shisutemu) ، هو نظام ملاحة إقليمي عبر الأقمار الصناعية ونظام تعزيز التموضع تم تطويره بواسطة الحكومة اليابانية لتعزيز نظام تحديد المواقع العالمي (GPS) الذي تديره الولايات المتحدة في مناطق آسيا والمحيط الهادئ ، مع التركيز على اليابان. الهدف من نظام ميتشيبيكي هو توفير خدمات تحديد المواقع عالية الدقة ومستقر لمنطقة آسيا والمحيط الهادئ، متوافقة مع نظام تحديد المواقع العالمي (GPS).  أصبح النظام ذو الأربعة أقمار الصناعية متاح تجريبياً اعتبارًا من 12 يناير 2018م،  وبدأ رسميًا في 1 نوفمبر 2018م.  من المقرر إنشاء نظام ملاحة عبر الأقمار الصناعية مستقل عن نظام تحديد المواقع العالمي (GPS) بحلول عام 2023م باستخدام سبعة أقمار صناعية. في مايو 2023م، أُعلن أن النظام سيتوسع ليشمل أحد عشر قمرًا صناعيًا.

## تاريخ
في عام 2002م، بدأت الحكومة اليابانية بتطوير نظام ميتشيبيكي، باعتباره نظام بثلاثة أقمار صناعية لنقل الوقت الإقليمي ونظام تعزيز التموضع لنظام تحديد المواقع العالمي (GPS) الذي تديره الولايات المتحدة ليكون قابلاً للاستقبال داخل اليابان. تم منح عقد لشركة Advanced Space Business Corporation (ASBC)، التي بدأت أعمال تطوير المفهوم، وشركة ميتسوبيشي إلكتريك وهيتاشي وGNSS Technologies Inc. ومع ذلك، انهارت ASBC في عام 2007م، وتولى العمل مركز أبحاث وتطبيقات تحديد المواقع عبر الأقمار الصناعية (SPAC)، المملوك لأربع إدارات حكومية يابانية: وزارة التعليم والثقافة والرياضة والعلوم والتكنولوجيا ، ووزارة الشؤون الداخلية والاتصالات ، ووزارة الاقتصاد والتجارة والصناعة ، ووزارة الأراضي والبنية التحتية والنقل والسياحة.
تم إطلاق القمر الصناعي الأول «ميشيبيكي» في 11 سبتمبر 2010م. وكان من المتوقع أن يصل إلى حالة التشغيل الكامل بحلول عام 2013م.  في مارس 2013م، أعلن مكتب مجلس الوزراء الياباني عن توسيع نطاق النظام من ثلاثة أقمار صناعية إلى أربعة. وكان من المقرر إطلاق العقد الذي تبلغ قيمته 526 مليون دولار أمريكي مع شركة ميتسوبيشي إلكتريك لبناء ثلاثة أقمار صناعية قبل نهاية عام 2017م.  تم إطلاق القمر الصناعي الثالث إلى المدار في 19 أغسطس 2017م،  وتم إطلاق القمر الصناعي الرابع في 10 أكتوبر 2017م.  تم الإعلان عن تشغيل النظام الأساسي المكون من أربعة أقمار صناعية في 1 نوفمبر 2018م.
اعتبارًا من عام 2024م، يتم النظر في تكوين أحد عشر قمرًا صناعيًا، والذي من شأنه أن يوفر الزيادة والتكرار في حالة فشل قمر صناعي واحد.

## مدار
يستخدم نظام ميشيبيكي قمرًا صناعيًا ثابتًا بالنسبة للأرض وثلاثة أقمار صناعية في مدارات متزامنة مع الأرض ، مائلة للغاية، بيضاوية قليلاً، من نوع التندرا. كل مدار يبعد 120 درجة عن المدارين الآخرين. وبسبب هذا الميل، فإنها ليست ثابتة جغرافياً؛ فهي لا تبقى في نفس المكان في السماء. وبدلاً من ذلك، فإن آثارها الأرضية عبارة عن أنماط غير متماثلة على شكل رقم 8 ( أناليما - مخطط ميل الشمس)، وهي مصممة لضمان أن يكون الشخص في وضع مستقيم تقريبًا فوق اليابان (ارتفاع 60 درجة أو أكثر) في جميع الأوقات.